# Matylda (večerníček)
Matylda je český animovaný televizní seriál z roku 2000, jehož první série byla poprvé vysílaná v rámci večerníčku v říjnu téhož roku. Následně byly natočeny další dvě série, po úmrtí herečky Stelly Zázvorkové se tvůrci rozhodli sérii definitivně ukončit.
Scénář připravila Hana Lamková, režie se ujal její manžel Josef Lamka. Hudbu zkomponoval Petr Skoumal, za kamerou stáli Milan a Jakub Halouskovi. Seriál namluvila Stella Zázvorková. Bylo natočeno celkem 33 epizod, v délce mezi cca 9 až 10 minut.

## Synopse
Seriál pojednává o kachně Matyldě, která žije v malém domku na venkově. Matylda sice žije sama, ale doma moc času netráví. Nejraději chodí mezi ostatní zvířata a snaží se jim radit…

## Seznam dílů

### První řada
1. Jak se chytají myši
2. Svatební dar
3. Husy na tahu
4. Výtvarný talent
5. Zajíc bez bázně a hany
6. Noční hlídka
7. Námluvy
8. Doma je doma
9. Vodní dílo
10. Škola housenek
11. Ranní kuropění
12. Za pokladem
13. Síla zvyku

### Druhá řada
1. Vetřelec v lese
2. Únos
3. Štíhlá linie
4. Není dům jako dům
5. Nebezpečná známost
6. Vejce k adopci
7. Cizí peří
8. Klavírní koncert
9. Zubařem proti své vůli
10. Host do domu
11. Ženich a jeho čenich
12. Posila ze zámoří
13. Věštkyně

### Třetí řada
1. Pštrosí zvyk
2. Bleší cirkus
3. Listovní tajemství
4. Osel
5. Býčí zápas
6. Ryba na suchu
7. Král zvířat

## Další tvůrci
- Animátor: Pavel Rak, David Filcík
- Výtvarník: Eva Sýkorová-Pekárková
- Výtvarná spoulpráce: Helena Šimůnková